# منطقة دينغولفينغ - لانداو
مِنْطَقَة دِينغُولِفِينغٌ - لَانْداو (بالأَلمانِيَّة: Landkreis Dingolfing - Landau) هي دائِرَة أَلمانِيَّة تَّابعة لمُحافظة باڤارِيا السُّفلَى في وِلاَية باڤارِيا في جُمهُوريَّة أَلمَانيَا الاِتّحاديّة. وتضُمّ مِنطقَة دِينغولفينغ-لَانْدآو مدِينتين، وسِتَّة أَسواق، وسَبع بلدات بمِساحة تُقَدَّر بحَوالَي 878 كم².

## التّقسِيمات الإِدارِيّة
تضُمّ مِنطقَة دِينغولِفينغ - لاندآو مدِينتين، وسِتَّة أَسواق، وسَبع بلدات بمِساحة تُقَدَّر بحَوالَي 878 كم². وهي كالتَّالي:

## صُور

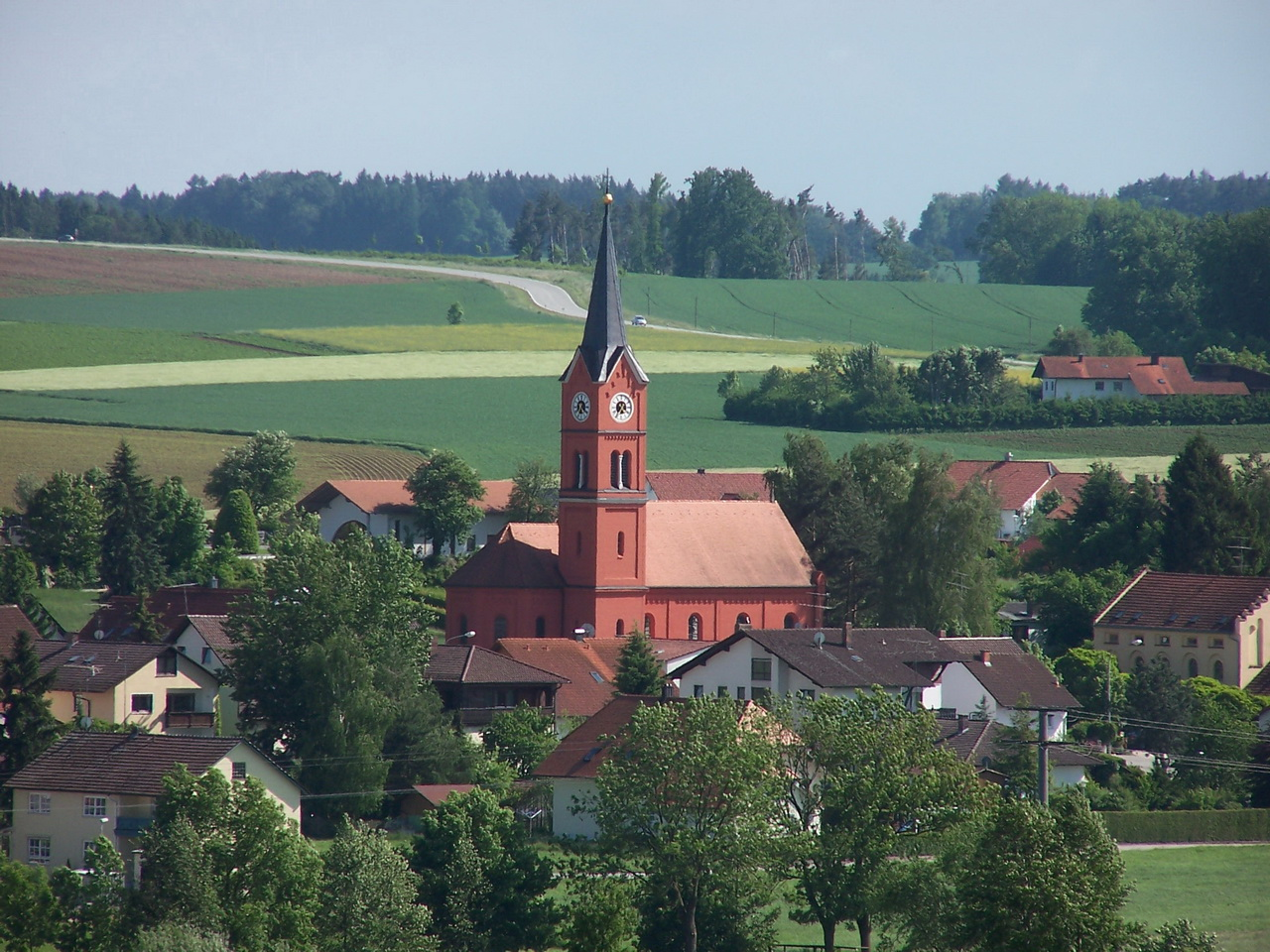
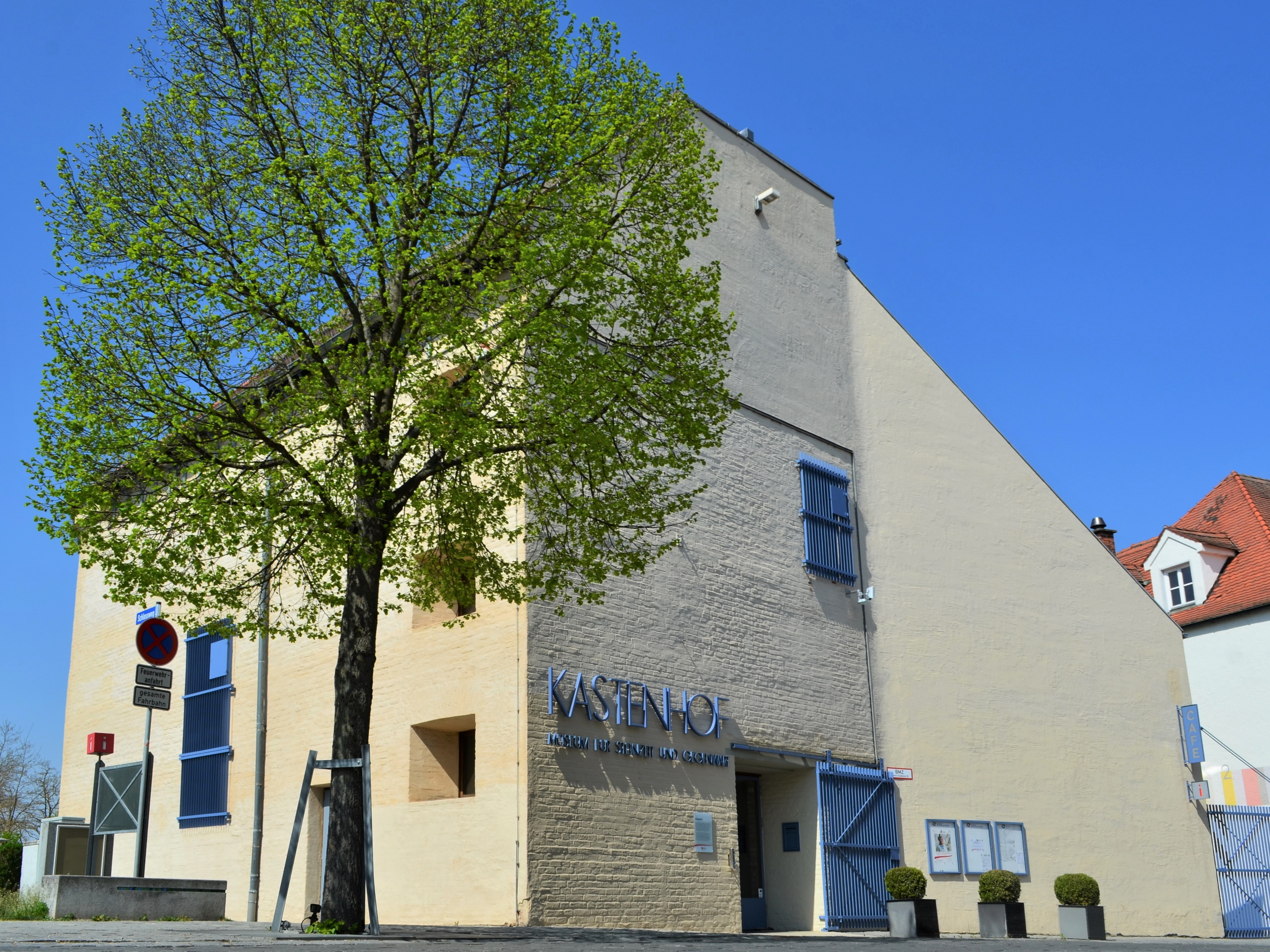
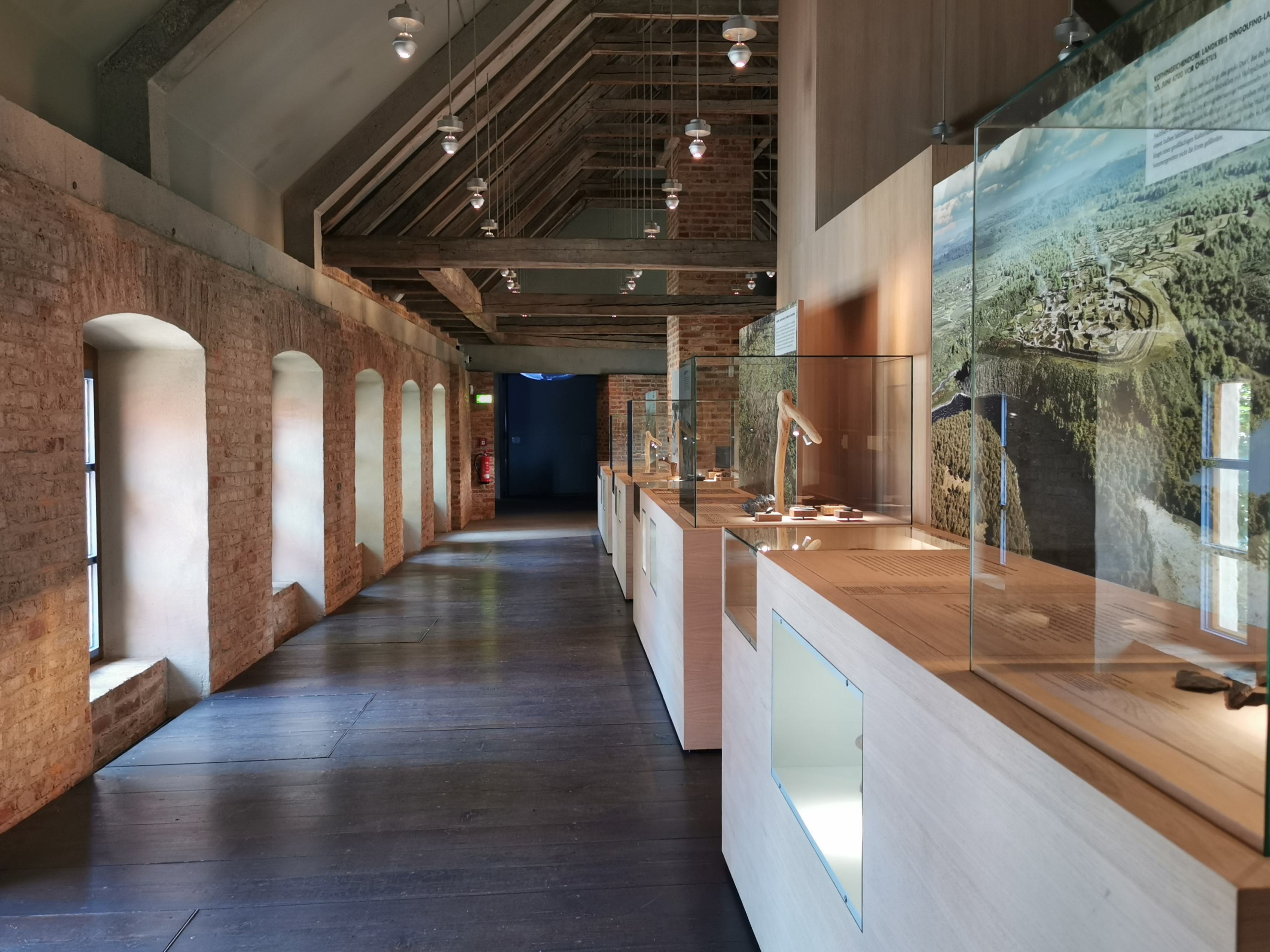

### المُدُن
| اِسم المدِينة      | ٱلِٱسم بالأَلمانِيَّة         | عَدد السُكَّان | المِساحَة (كم²) |
| ---------------- | ------------------------ | ---------- | ------------- |
| مدِينة دِينغُولِفِينغٌ | Stadt Dingolfing         | 19٬311     | 44            |
| مدِينة لَانْدآو     | Stadt Landau an der Isar | 13٬182     | 84            |

### الأَسوَاق
| اِسم السُّوق        | ٱلِٱسم بالأَلمانِيَّة           | عَدد السُكَّان | المِساحَة (كم²) |
| ---------------- | -------------------------- | ---------- | ------------- |
| سُوق آيشِيندُورف    | Markt Eichendorf           | 6٬530      | 98            |
| سُوق فرُونتيِنهَاوزِن | Markt Frontenhausen        | 4٬586      | 30            |
| سُوق بِيلستّينغٌ     | Markt Pilsting             | 6٬492      | 71            |
| سُوق غَآيِسبَآَخْ      | Markt Reisbach             | 7٬760      | 94            |
| سُوق سِيمبَآَخْ       | (Markt Simbach (bei Landau | 3٬839      | 54            |
| سُوق ڤَالَارسدُورف   | Markt Wallersdorf          | 6٬830      | 71            |

### البلدَات
| اِسم البلدَة      | ٱلِٱسم بالأَلمانِيَّة        | عَدد السُكَّان | المِساحَة (كم²) |
| --------------- | ----------------------- | ---------- | ------------- |
| بَلْدَة جُوتفغِيدينغٌ | Gemeinde Gottfrieding   | 2٬281      | 27            |
| بَلْدَة لُويِشينغٌ    | Gemeinde Loiching       | 3٬563      | 39            |
| بَلْدَة مَأمِينغٌ     | Gemeinde Mamming        | 3٬369      | 41            |
| بَلْدَة مَاركِلِكُوفِنٌّ  | Gemeinde Marklkofen     | 3٬685      | 41            |
| بَلْدَة مِينغكُوفِنٌّ   | Gemeinde Mengkofen      | 6٬112      | 84            |
| بَلْدَة مُوستِينِينغٌ  | Gemeinde Moosthenning   | 4٬929      | 70            |
| بَلْدَة نِيدِرڤِيهبَآَخْ | Gemeinde Niederviehbach | 2٬566      | 29            |

## مَراجع
1. 1 2 3  GeoNames (بالإنجليزية), 2005, QID:Q830106
2. ↑  Bayerisches Landesamt für Statistik, ed. (1991), Amtliches Ortsverzeichnis für Bayern (بالألمانية), München: Bayerisches Landesamt für Statistik, p. 15, QID:Q15707237
3. ↑  "Unser Landkreis - Dingolfing-Landau" (بالألمانية). 2005. p. 10. {{استشهاد ويب}}: الوسيط |مسار= غير موجود أو فارع (help)
4. ↑  "Gebäude und Wohnungensowie Wohnverhältnisse der Haushalte – Landkreis Dingolfing-Landau". Volkszählung in der Europäischen Union 2011 (بالألمانية). 9. Mai 2011. {{استشهاد ويب}}: تحقق من التاريخ في: |publication-date= (help)
5. ↑  GeoNames (بالإنجليزية), 2005, QID:Q830106

## وُصلات خارجيّة
- الصّفحة الرّسميّة لِمِنطَقَة دِينغُولِفِينغٌ - لَانْدآو (بالألمانية)